# Молинето (Варезе)
Молинето је насеље у Италији у округу Варезе, региону Ломбардија.
Према процени из 2011. у насељу је живело 21 становника. Насеље се налази на надморској висини од 463 м.